# Angelo Ogliari
Angelo Ogliari (Trescore Cremasco, 4 aprile 1939) è un ex calciatore italiano, di ruolo centrocampista.

## Carriera
Cresciuto nel Fanfulla di Lodi, è passato alla Reggiana dove ha disputato tre stagioni in Serie B con 49 presenze all'attivo suddivise in 20 il primo anno (con 2 gol), 17 il secondo e 12 il terzo. Poi ha disputato due stagioni in Serie C, la prima nella Cremonese, e l'altra stagione con la Pistoiese.